# Luigi Campanella
Luigi Campanella, noto anche con il soprannome Luisito e il nome di battaglia Campione (San Siro di Struppa, 4 novembre 1918 – Genova, 6 giugno 2018), è stato un lottatore e partigiano italiano, specializzato nello stile greco-romano.

## Biografia
Nacque nel quartiere San Siro di Struppa a Genova.
Difese i colori della Società Ginnastica Ligure Cristoforo Colombo. Fu allenato da Luigi Cardinali.
Rappresentò l'Italia ai Giochi olimpici estivi di Londra 1948, classificandosi quinto nel torneo dei pesi piuma. Fu tre volte campione italiano nella lotta greco-romana nel 1943, 1946 e 1947.
Fu partigiano. Verso la fine del 1944, entrò nelle file dei partigiani della brigata Severino. Fu noto con il nome di battaglia Campione e contribuì a liberare Genova dai nazisti.
Riferendosi a Marcello Nizzola raccontò:
Morì all'età di 99 anni presso la Casa di Riposo San Giuseppe di Genova, dove visse l'ultimo periodo della sua vita.

## Palmarès
- Campionati italiani di lotta greco-romana (3 titoli)

1943, 1946, 1947